# Tucídides
Tucídides, em grego Θουκυδίδης, transl. Thukydídēs, (Atenas, ca. 460 a.C. — Atenas, ca. 400 a.C.) foi um historiador da Grécia Antiga e general.
Escreveu a História da Guerra do Peloponeso, da qual foi testemunha e participante, em que, em oito volumes, conta a guerra entre Esparta e Atenas ocorrida no século V a.C. Preocupado com a imparcialidade, ele relata os fatos com concisão e procura explicar-lhes as causas. Tucídides escreveu essa obra pois pensava a Guerra do Peloponeso como um acontecimento de grande relevância para a história da Grécia, mais do que qualquer outra guerra anterior. Esta sua obra é vista no mundo inteiro como um clássico, e representa a primeira obra de seu estilo.
A obra de Tucídides foi revalorizada no ocidente devido à tradução da História da Guerra do Peloponeso para o inglês, por Thomas Hobbes.
Tucídides também foi um dos primeiros a notar que as pessoas que sobreviviam às epidemias de peste em Atenas eram poupadas durante os surtos posteriores da mesma doença, conhecimento importante que num futuro remoto seria a base da vacinação. Portanto, considera-se que por conta de sua imparcialidade analítica Tucídides foi um dos pais da ciência histórica e sua imparcialidade o levou a negar a influência de deuses em suas análises. 
Pelo foco no problema da guerra e devido à análise dos conflitos entre as Pólis da Grécia Antiga, a corrente de pensamento teórico realista das Relações Internacionais, no século XX, passou a considerar Tucídides como o "avô" do próprio realismo.

## Biografia
O que se sabe certamente sobre Tucídides é o que o mesmo escreve em sua narrativa. Era ateniano e seu pai se chamava Olorus. Tinha mais de 30 anos quando foi eleito estratego (general) em 424 a.C e possuía propriedade em Trácia, como minas de ouro.
Esteve em Atenas e contraiu a doença na epidemia da Peste de Atenas. Tempos depois, recebeu comando da frota na região de Trácia, porém falhou em impedir a captura de Anfípoles pelo general espartano Brásidas e, por isso, foi exilado por 20 anos.

A data e razão exatas de sua morte não são precisas, mas provavelmente morreu não muito depois de 404 a.C, pelo término brusco de sua narrativa.